# Беляева, Марина Александровна
Мари́на Алекса́ндровна Беля́ева (род. 26 октября 1958, Павлово, Горьковская область) — советская и российская легкоатлетка, специалистка по бегу на длинные дистанции и марафону. Выступала 1982—2000 годах, чемпионка России в полумарафоне, победительница и призёрка первенств всесоюзного и всероссийского значения, участница чемпионата мира в Гётеборге. Представляла Нижегородскую область. Мастер спорта России международного класса. Тренер и преподаватель ННГУ им. Н. И. Лобачевского.

## Биография
Марина Беляева родилась 26 октября 1958 года в городе Павлово Горьковской области.
В 1981 году окончила факультет физического воспитания Горьковского государственного педагогического института, выполнила норматив мастера спорта СССР по лёгкой атлетике.
В 1982 году на Мемориале Куца в Подольске стала 13-й и 4-й в дисциплинах 1500 и 3000 метров соответственно.
В 1983 году в беге на 3000 метров финишировала восьмой на Мемориале братьев Знаменских в Москве, заняла 19-е место на Токийском международном женском марафоне.
В 1984 году на 3000-метровой дистанции закрыла десятку сильнейших на Мемориале братьев Знаменских в Сочи.
В 1985 году выиграла соревнования по бегу на 10 000 метров в Рязани, была восьмой на Мемориале Знаменских в Москве.
В 1986 году в дисциплине 10 000 метров стала седьмой на Мемориале Знаменских в Санкт-Петербурге.
В 1987 году в беге на 10 000 метров показала 17-й результат на чемпионате СССР в Брянске, в беге на 3000 метров была шестой на Кубке СССР в Москве.
В 1990 году в 5000-метровой дисциплине финишировала шестой на Мемориале Знаменских в Москве.
В 1991 году в беге на 5000 метров стала восьмой на Мемориале Знаменских в Москве.
После распада Советского Союза с 1992 года активно выступала на различных коммерческих шоссейных стартах в Европе и США. Также в этом сезоне финишировала седьмой на Сибирском международном марафоне в Омске.
В 1994 году выиграла бронзовую медаль в дисциплине 5 км на открытом чемпионате России по бегу по шоссе в Адлере, стала четвёртой на Гамбургском марафоне, взяла бронзу в дисциплине 5000 метров на чемпионате России в Санкт-Петербурге, превзошла всех соперниц на марафоне в Ираклионе.
В 1995 году получила серебро в дисциплине 20 км на открытом чемпионате России по бегу по шоссе в Адлере. На Кубке мира по марафону в Афинах заняла 11-е место в личном зачёте и помогла своим соотечественницам стать серебряными призёрками женского командного зачёта. Благодаря череде удачных выступлений вошла в основной состав российской сборной и удостоилась права защищать честь страны на чемпионате мира в Гётеборге — в программе марафона сошла с дистанции, не показав никакого результата. Помимо этого, одержала победу в 20-километровом пробеге Marseille-Cassis Classique.
В 1996 году финишировала второй на Гамбургском марафоне, с личным рекордом 2:34:19 закрыла десятку сильнейших Берлинского марафона.
В 1997 году стала четвёртой на Лос-Анджелесском марафоне, победила на открытом чемпионате России по полумарафону, прошедшем в рамках Московского международного марафона мира, показала второй результат на марафоне Twin Cities в Сент-Поле.
В 1998 году была второй на Лионском марафоне и шестой на марафоне в Эхтернахе.
В 1999 году стала седьмой на Дулутском марафоне, шестой на полумарафоне в Филадельфии.
Завершила спортивную карьеру по окончании сезона 2000 года.
За выдающиеся спортивные достижения удостоена почётного звания «Мастер спорта России международного класса» (1995).
Впоследствии в течение многих лет работала в Нижегородском государственном университете, неоднократно проходила здесь курсы повышения квалификации. Преподавала на факультете физической культуры и спорта, занимала должность старшего тренера университетской команды по лёгкой атлетике, являлась заместителем председателя приёмной комиссии, председателем предметной комиссии факультета ФКС, заместителем декана по физической культуре финансового факультета института экономики и предпринимательства.